# إم. هوك سميث
إم. هوك سميث هو محامي وسياسي أمريكي، ولد في 2 سبتمبر 1855 في نيوتن في الولايات المتحدة، وتوفي في 27 نوفمبر 1931 في الولايات المتحدة. نشط حزبياً في الحزب الديمقراطي.

## مناصب
- انتخب عضو مجلس الشيوخ الأمريكي [الإنجليزية]‏ عن دائرة مقعد مجلس الشيوخ من الدرجة الثالثة لجورجيا ‏ وقد انضم خلال فترته النيابية [الإنجليزية]‏ (4 مارس 1919 – 4 مارس 1921) للكتلة البرلمانية الحزب الديمقراطي.
- انتخب عضو مجلس الشيوخ الأمريكي [الإنجليزية]‏ عن دائرة مقعد مجلس الشيوخ من الدرجة الثالثة لجورجيا ‏ وقد انضم خلال فترته النيابية [الإنجليزية]‏ (4 مارس 1917 – 4 مارس 1919) للكتلة البرلمانية الحزب الديمقراطي.
- انتخب عضو مجلس الشيوخ الأمريكي [الإنجليزية]‏ عن دائرة مقعد مجلس الشيوخ من الدرجة الثالثة لجورجيا ‏ وقد انضم خلال فترته النيابية [الإنجليزية]‏ (4 مارس 1915 – 4 مارس 1917) للكتلة البرلمانية الحزب الديمقراطي.
- انتخب عضو مجلس الشيوخ الأمريكي [الإنجليزية]‏ عن دائرة مقعد مجلس الشيوخ من الدرجة الثالثة لجورجيا ‏ وقد انضم خلال فترته النيابية [الإنجليزية]‏ (4 مارس 1913 – 4 مارس 1915) للكتلة البرلمانية الحزب الديمقراطي.
- انتخب عضو مجلس الشيوخ الأمريكي [الإنجليزية]‏ عن دائرة مقعد مجلس الشيوخ من الدرجة الثالثة لجورجيا ‏ وقد انضم خلال فترته النيابية [الإنجليزية]‏ (14 يوليو 1911 – 4 مارس 1913) للكتلة البرلمانية الحزب الديمقراطي.
- انتخب حاكم جورجيا [الإنجليزية]‏.

## وصلات خارجية
- إم. هوك سميث على موقع الموسوعة البريطانية (الإنجليزية)